# Lac Stevens
Le lac Stevens est un lac situé dans la Matawinie à Saint-Alphonse-Rodriguez . 